# Phyllanthus pseudocicca
Phyllanthus pseudocicca là một loài thực vật có hoa trong họ Diệp hạ châu. Loài này được Griseb. miêu tả khoa học đầu tiên năm 1865.